# 亨利露西山
亨利露西山（英語：Mount Henry Lucy），是南極洲的山峰，位於杜費克海岸，屬於支持者山脈的一部分，海拔高度3,020米，由英國探險隊發現，現時由南極條約體系管理。